# Leonard Nitz
Leonard Harvey Nitz (Hamilton, 20 de septiembre de 1956) es un deportista estadounidense que compitió en ciclismo en la modalidad de pista, especialista en las pruebas de persecución y puntuación.
Participó en tres Juegos Olímpicos de Verano, entre los años 1976 y 1988, obteniendo dos medallas en Los Ángeles 1984, plata en persecución por equipos (junto con David Grylls, Steve Hegg y Patrick McDonough) y bronce en persecución individual.
Ganó dos medallas en el Campeonato Mundial de Ciclismo en Pista, plata en 1981 y bronce en 1986.

## Medallero internacional
| Juegos Olímpicos   | Juegos Olímpicos                  | Juegos Olímpicos  | Juegos Olímpicos        |
| Año                | Lugar                             | Medalla           | Competición             |
| ------------------ | --------------------------------- | ----------------- | ----------------------- |
| 1984               | Los Ángeles (Estados Unidos)      | Medalla de plata  | Persecución por equipos |
| 1984               | Los Ángeles (Estados Unidos)      | Medalla de bronce | Persecución individual  |
| Campeonato Mundial |                                   |                   |                         |
| Año                | Lugar                             | Medalla           | Competición             |
| 1981               | Brno (Checoslovaquia)             | Medalla de plata  | Puntuación (A)          |
| 1986               | Colorado Springs (Estados Unidos) | Medalla de bronce | Puntuación (A)          |